# Zelena pupavka
Zelena pupavka (lat. Amanita phalloides) jedna je smrtno otrovna gljiva, široko rasprostranjena po Europi i izaziva trovanja faloidinskog tipa, to jest onih sa smrtonosnim posljedicama (kod djece u 100 % slučajeva). Izaziva oštećenja jetre i prestanak rada bubrega zbog djelovanja veoma opasnih otrova amatoksina i alfa amanitina. Raste u bjelogoričnim i crnogoričnim šumama od ljeta do jeseni. Zelena je pupavka predmet mnogih istraživanja. Dosad su izolirani mnogi aktivni sastojci, među kojima je i alfa-amanitin. Oštećuje jetru i bubrege, lijek protiv trovanja nije poznat.

## Opis
- Klobuk je širok od 6 do 15 centimetara, najprije zvonast ili jajolik, zatim konveksan i, napokon, otvoren, maslinastozelen, ponekad žutozelen, sivozelen ili smeđozelene boje; za kišnih dana malo ljepljiv, gol, gladak, bez ostataka ovoja, ali nije isključeno da se ponekad pronađe primjerak koji nosi bijelu krpu.
- Listići su gusti, bijeli, vrlo meki, široki, odvojeni od stručka, zaokruženih krajeva.
- Stručak je visok od 5 do 11 centimetara, prema klobulu tanji, bjelkast, s mramoriranim zelenkastim ili smeđim crtežom; najprije pun, zatim šupalj; u gornjem dijelu nalazi se opnast, bijel ili zelenkastožućkast viseći istrgani vjenčić; na dnu jako gomoljasto zadebljan i tek malo srašten s opnastim bijelim ili iznutra često zelenkastim odmaknutim ovojem.
- Meso je bijelo, pod kožicom klobuka zelenožućkasto, miris neodređen i nenapadan; okus slab, kiselkast (ne smije se okusiti!).
- Spore su u masi bijele, okruglaste od 8 – 10 μm.

## Kemijske reakcije
Meso i listići na sumpornu kiselinu reagiraju ljubičasto; ako suhu zelenu pupavku tretiramo sulfovanilinom, najprije se oboji ljubičasto, zatim crvenosmeđe.

## Stanište
Najčešće raste u svijetlim bjelogoričnim šumama, a ima je i u crnogoričnim šumama od ranog ljeta do jeseni.

## Opasnost od zamjene
Općenito je zbog nepažnje moguća zamjena s mladim pečurkama, no uvijek je potrebno na kraju pregledati ubrane gljive. Zelena je pupavka smrtno otrovna i u najmanjim količinama. Paziti prilikom branja sljedećih vrsta: lipika Agaricus arvensis, šumska pečurka Agaricus sylvicola, poljska pečurka Agaricus campestris, Agaricus silvicola, Agaricus abruptibulba, golubača Russula virescens, ljubičastozelena krasnica Russula cyanoxantha.
Zelena pupavka sadrži niz otrova (toksina): 
- faloidne (faloidin, falacidin, falizin),
- amanitine (alfa, beta, gama, delta i epsilon).

Prema tome, samo kušanje moglo bi imati smrtne posljedice. Ovdje moramo još jednom upozoriti ljubitelje gljiva da svaki primjerak ubranih gljiva dobro pregledaju kako se ne bi kojim slučajem potkrala i koja zelena pupavka umjesto neke jestive gljive. Osobito je potreban velik oprez pri branju mladih pečurki.

## Rasprostranjenost
Zelena pupavka prirodno nalazi se diljem cijele Europe, uključujući time i Hrvatsku. Nalazi se u blizini mnogih vrsta bjelogorice i nešto manje crnogorice. Najčešće su to bukva, hrast, kesten, divlji kesten, breza, lješnjak, grab, bor, omorika.  U drugim se krajevima zelena pupavka može pronaću uz navedeno drveće ili samo uz neku određenu vrstu, kao na obalnom dijelu Kalifornije gdje raste samo uz određeni hrast.  Zelena pupavka ima i invazivni potencijal, što se vidi u njenoj prilagodljivosti u zemljama gdje je donesena: u Tanzaniji i Alžiru kod eukaliptusa, na Novom Zelandu u blizini biljnih rodova Leptospermum i Kunzea.
Krajem 19. stoljeća Charles Horton Peck zabilježio je prisutnost zelene pupavke u Sjevernoj Americi. Godine 1918. G.F. Atkinson sa sveučilišta Cornell pronašao je na istoku SAD-a vrstu Amanita brunnescens sličnu zelenoj pupavki pa se smatralo da prave zelene pupavke nema. Krajem sedamdesetih godina dvadesetog stoljeća ustanovilo se da vrste A. phalloides ipak ima u SAD-u te da je došla transportom robe iz Europe. Zelena se pupavka prenijela i u druge, za nju netipične zemlje, transportom bjelogorične i crnogorične drvne građe. U Australiji i Urugvaju pronađena je ispod uvoznog hrasta, kao i u Argentini i Čileu također ispod uvoznog drveća iz Europe.

## Toksičnost
Zelena je pupavka izuzetno toksična i odgovorna je za većinu smrtonosnih otrovanja gljivom. Procijenjeno je da je 30 grama (1 oz) zelene pupavke dovoljno da izazove smrt čovjeka. Godine 2006. u Poljskoj se otrovala tročlana obitelj, od kojih se dvoje izvuklo s neophodnom transplantacijom jetre. Strogo se predlaže da se potencijalna zelena pupavka ne stavlja u košaru s drugim jestivim gljivama i da se izbjegava međusobno dodirivanje. Toksičnost zelene pupavke ne smanjuje se kuhanjem, zamrzavanjem ili sušenjem; toksičnost je postojana, a prvi znaci su obično kasno vidljivi.
Zelena pupavka je smrtno otrovna gljiva. Ona je najotrovnija gljiva, znakovi trovanja javljaju se od 6 do 27 sati nakon konzumacije.

### Biokemija
Amanita phalloides zasad poznato sadrži dvije glavne grupe toksina i obje su multiciklički (više prstena u strukturi) peptidi: amatoksin i falotoksin. Još jedan pronađen toksin jest falolizin, koji u in vitro eksperimentu pokazuje hemolitička svojstva. Također, nepovezan sastojak s dosadašnjim jest antamanid.
Amatoksini se sastoje od najmanje osam različitih spojeva slične strukture, s prstenom aminokiseline, prvi put su izolirani 1941. godine od Heinricha O. Wielanda i Rudolfa Hallermayera sa sveučilišta uMünchenu. Glavni spoj aminotoksina jest α-amanitin i zajedno s β-aminitinom odgovoran je za toksični utjecaj. Njihov glavni mehanizam toksičnosti jest inhibicija RNA-polimeraze II, važnog enzima u sintezi glasničkog RNA-a (mRNA), mikroRNA i nuklearne RNA (snRNA). Bez glasničkog mRNA-a sinteza proteina i stanični metabolizam prestaju i stanice umiru. Jetra je glavni pogođeni organ jer se prva sukobljava s apsorbiranim tvarima u probavnom traktu. Slična je situacija i s bubrezima.
Falotoksini se sastoji od najmanje sedam spojeva, svi imaju slične peptidne prstene. Godine 1937. Feodor Lynen, Heinrich Wieland i Ulrich Wieland sa sveučilišta u Münchenu prvi su izolirali faloidin. Premda su falotoksini izuzetno toksični za stanice jetre, poslije se saznalo da imaju malo udjela u toksičnosti zelene pupavke zbog toga što se ne apsorbiraju u probavnom sustavu. Naknadno je faloidin pronađen u jestivoj gljivi Amanita rubescens (biserka). Još jedna grupa manje aktivnih peptida jesu virotoksini, koji se sastoje od šest sličnih monocikličkih heptapeptida. Kao i falotoksini, ne uzrokuju toksičnost u ljudi nakon konzumacije.

### Simptomi trovanja
Za zelenu su pupavku neki izjavili da ima dobar, ugodan okus. Zbog toga što se prvi znaci otrovanja vide tek nakon 8 do 27 sati čini ju posebno opasno, simptomi se vide kad su već svi unutarnji organi oštećeni, a često i nepovratno. Prvi simptomi su gastrointestinalne (probavne) prirode, uključuju bolove, nadutosti, proljev i povraćanje, što vodi do dehidracije; u težim slučajevima se javljaju hipotenzija, tahikardija, hipoglikemija, poremećaj u omjeru svojstava kiseline i baze. Ovi prvi simptomi nestaju nakon dva do tri dana nakon uzimanja. Nakon toga se javljaju simptomi ozbiljnijeg oštećenja povezanog s jetrom: žutica, proljev, delirij, napadi tremora (drhtanje) i koma zbog naglog otkazivanja jetre te encefalopatija uzrokovana akumulacijom toksina u krvi koji su se ondje našli zbog nenormalnog rada jetre. Tada se može javiti i otkazivanje bubrežnih funkcija, ili zbog naglog i teškog hepatitisa ili zbog direktne intoksikacije bubrega. Životno ugrožavajuće komplikacije koje mogu nastati jesu: povećanje intrakranijskog tlaka, sepsa, pankreatitis, akutno otkazivanje bubrega, zastoj srca. 
Smrt se javlja 6 do 16 dana nakon otrovanja.
Do sredine 20. stoljeća stopa smrtnosti iznosila je 60 – 70 %. S napredovanjem medicinske znanosti ovaj je postotak znantno smanjen. U istraživanju otrovanja zelenom pupavkom u razdovlju od 1971. do 1980. prosječna smrtnost iznosila je 22,4 % (51,3 % u djece mlađe od 10 godina i 16,5 % u ljudi starijih od 10 godina). U nedavnim istraživanjima taj je postotak pao na 10 do 15 %.

### Liječenje
Konzumacija zelene pupavke smatra se hitnim stanjem koje zahtijeva hospitalizaciju. Postoje četiri glavne kategorije u terapiji otrovanja: preliminarna medicinska skrb, mjere potpore, specifični tretmani i transplantacija jetre.
Preliminarna skrb sastoji se od dekontaminacije probavnog trakta. Kako se simptomi javljaju vrlo kasno, to smanjuje uspješnost ove terapije. Mjere potpore sastoje se od liječenja dehidracije koja je nastala i zbog dekontaminacije, hipoglikemije, poremećaja ravnoteže elektrolita i koagulacije.
Nema jednostavnog lijeka, no neki specifični tretmani pokazali su korist od visokih doza penicilina G, iako se ne zna kojim mehanizmom djeluje. Postoje neke mogućnosti da silibinin intravenozno može imati pozitivne učinke: sprečava hepatocite u preuzimanju amatoksina štiteći tako nezaraženo tkivo, vodi do povećanja sinteze RNA. N-acetilcistein se pokazao korisnim u kombinaciji s drugim terapijama. Pokušalo se i s tehnikama kao što su hemodijaliza, hemoperfuzija, peritonalna dijaliza. Ponekad imaju uspjeha, no krajnji je rezultat uvijek isti.
Kod pacijenata s otkazanom jetrom transplantacija je jedina mogućnost. Transplantacija jetre već je uhodan postupak u trovanju amatoksinom.

## Narodni nazivi
Zelena pupavka, otrovna pečurka, zelena muhara, otrovnica, gomoljevka.

## Poznate žrtve
Za neke se ličnosti u povijesti smatra da su preminule zbog otrovanja zelenom pupavkom, to uključuje i slučajno i namjerno trovanje. Neki su od njih: rimski car Klaudije, papa Klement VII., ruska carica Natalija Kirilovna Naryškina i sveti rimski car Karlo VI.

## Poveznice
|  | Zajednički poslužitelj ima stranicu o temi zelena pupavka |
|  | Wikivrste imaju podatke o taksonu zelenoj pupavci         |